# 30 ذو القعدة
- السبت
- الأحد
- الاثنين
- الثلاثاء
- الأربعاء
- الخميس
- الجمعة

- 2826 أبريل 2025
- 2927 أبريل 2025
- 3028 أبريل 2025
- 129 أبريل 2025
- 230 أبريل 2025
- 31 مايو 2025
- 42 مايو 2025
- 53 مايو 2025
- 64 مايو 2025
- 75 مايو 2025
- 86 مايو 2025
- 97 مايو 2025
- 108 مايو 2025
- 119 مايو 2025
- 1210 مايو 2025
- 1311 مايو 2025
- 1412 مايو 2025
- 1513 مايو 2025
- 1614 مايو 2025
- 1715 مايو 2025
- 1816 مايو 2025
- 1917 مايو 2025
- 2018 مايو 2025
- 2119 مايو 2025
- 2220 مايو 2025
- 2321 مايو 2025
- 2422 مايو 2025
- 2523 مايو 2025
- 2624 مايو 2025
- 2725 مايو 2025
- 2826 مايو 2025
- 2927 مايو 2025
- 128 مايو 2025
- 229 مايو 2025
- 330 مايو 2025

30 ذو القعدة أو 30 ذو القعدة الحرام أو يوم 30 \ 11 (اليوم الثلاثون من الشهر الحادي عشر) هو اليوم الخامس والعشرون بعد الثلاثمائة (325) من أيَّام السنة (أو السادس والعشرون بعد الثلاثمائة لو كان شهر رمضان مُتممًا لليوم الثلاثين أو السابع والعشرون بعد الثلاثمائة لو أتم كلاً من صفر وربيع الآخر وجمادى الآخرة وشعبان ورمضان ثلاثين يوماً) وفق التقويم الهجري القمري (العربي)، وهو اليوم الآخير من أيام شهر ذو القعدة في التقويم الهجري المجدول. يبقى بعده 29 أو 30 يومًا لانتهاء السنة.

## أحداث
- 20 ق.ب - عقد حلف الفضول الذي هو أشرف حلف في العرب، بين عدد من عشائر قبيلة قريش في مكة، بعد شهر من انتهاء حرب الفجار بين كنانة وقيس عيلان، وقد دخل فيه الرسول محمد مع أعمامه، وكان له من العمر 20 سنة.
- 1209هـ - القنصل الفرنسي في القاهرة يقترح على بلاده احتلال مصر عسكريًا للمحافظة على المصالح الفرنسية.
- 1277هـ - الدولة العثمانية تشكل لواء له استقلال ذاتي في جبل لبنان عرف باسم متصرفية جبل لبنان، كان مركزه دير القمر، وبلغت مساحته 3100 كم2، وكان يقطنه المسيحيون والدروز، وظل الاستقلال الذاتي لهذا اللواء 53 عامًا حتى بداية الحرب العالمية الأولى عندما قضت حكومة الاتحاد والترقي على استقلاله بحجة الضرورات الحربية.
- 1292هـ - صدور العدد الأول من جريدة الأهرام المصرية.
- 1391هـ - وقوع حادثة مالاري في إندونيسيا.
- 1399هـ - وزير الدفاع الإسرائيلي موشيه دايان يستقيل من منصبه احتجاجًا على سياسة رئيس الحكومة مناحم بيجن في مصادرة الأراضي المحتلة.
- 1416هـ - قصف إسرائيلي لموقع الأمم المتحدة في قانا بلبنان يؤدي إلى مقتل 102 من المدنيين اللبنانيين كانو قد لجأو إلى المقر هربًا من القصف الإسرائيلي في العملية التي يشنها على لبنان تحت اسم عناقيد الغضب.
- 1418هـ - البرلمان السوداني يقر الدستور، وبعض الأحزاب السودانية -مثل حزب التحرير- تعترض عليه، وتعتبره غير إسلامي.
- 1422هـ - بدء جلسات محاكمة الرئيس اليوغسلافي سلوبودان ميلوشيفيتش في مقر محكمة العدل الدولية في لاهاي بتهمة ارتكاب جرائم حرب.
- 1425هـ - موقع إنترنت جديد ينقل صلاة اليهود من ساحة البراق ببث مباشر والصلاة بالمراسلة.
- 1432هـ - ملك السعودية عبد الله بن عبد العزيز آل سعود يعين الأمير نايف بن عبد العزيز آل سعود وليًا للعهد ونائبًا لرئيس مجلس الوزراء خلفًا لولي العهد السابق الأمير سلطان بن عبد العزيز آل سعود.

## مواليد
- 1339هـ - إبراهيم جلال، ممثل عراقي.
- 1356هـ - خيري شلبي، كاتب وروائي مصري.
- 1357هـ - عبد الله النسور، رئيس وزراء الأردن.
- 1391هـ - صلاح حيسو، عداء مغربي.
- 1404هـ - أحمد عباس، لاعب كرة قدم سعودي.

## وفيات
- 628 هـ - ابن معطي الزواوي، عالم نحوي.
- 1382 هـ -
  - رياض القصبجي، ممثل مصري.
  - إسحاق بن تصفي، رئيس إسرائيل الثاني.
- 1407 هـ - توفيق الحكيم، كاتب وأديب مصري.
- 1423 هـ - عبد الرحمن آل عمير، فقيه وقاضي شافعي وشاعر سعودي.
- 1437 هـ - إسلام كريموف، رئيس أوزبكستان.

## وصلات خارجية
- موقع قصة الإسلام: حدث في شهر ذو القعدة.